# Joventuts Musicals de Figueres
Les Joventuts Musicals de Figueres són una associació que es va crear l'any 1971 amb l'objectiu de promoure la música a la ciutat de Figueres. Les Joventuts Musicals de Figueres van iniciar la seva activitat l'any 1971, una iniciativa animada per un col·lectiu d'amants de la música, a l'entorn de l'escriptor i polític Eduard Puig i Vayreda (1942-2018), qui en va ser el primer president. De fet, des de 1963 després de la desaparició de l'Associació de Música, la ciutat de Figueres havia quedat sense activitats musicals continuades. Des dels inicis l'Associació ha organitzat més de mil concerts: audicions per a escolars, concerts familiars, jazz, blues, folk, música clàssica...
El 1987 l'associació va crear la Jove Orquestra de Figueres (JOF). Des de 1992 organitza cada any una Schubertiada a Vilabertran. El 2013, junts amb les Joventuts Musicals de Girona i de Banyoles, va coorganitzar DBUT, un concurs de joves intèrprets de les comarques gironines. El 2015 va recuperar el Festival de Jazz de Figueres en col·laboració amb l'ajuntament, i a finals de 2021 l'entitat va celebrar el seu 50è aniversari amb un acte al Cine teatre Jardí de Figueres que va servir com a cloenda de la temporada.